# Planetario

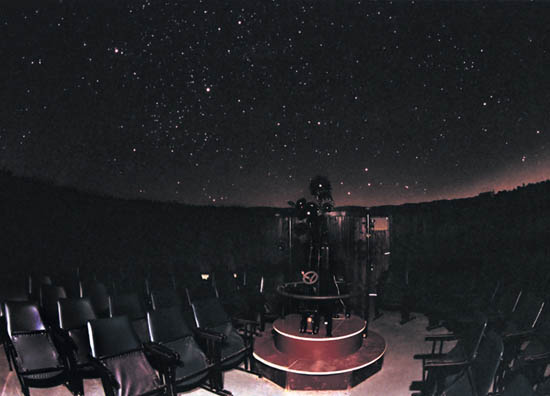
Il planetario di Belgrado, Serbia

Il termine planetario si riferisce ad uno strumento ottico utilizzato per riprodurre in modo estremamente realistico la volta celeste su uno schermo di proiezione. Per estensione, spesso viene usato anche per indicare l'edificio che ospita tale apparecchiatura. Può inoltre riferirsi ad alcuni software informatici che permettono di riprodurre ed esplorare la volta celeste sul monitor di un computer.
Il planetario, inteso come apparato meccanico, è sostanzialmente un particolare tipo di proiettore che utilizza come schermo una cupola semisferica, il cui diametro può andare da 3 a 25 metri.

## Storia
Il tentativo di riprodurre l'aspetto del cielo stellato è assai remoto. Fin dal più lontano passato, egizi, babilonesi, arabi ed altre popolazioni dedite all'astronomia hanno osservato il cielo con attenzione e meticolosità, sia per trarne auspici e previsioni riguardo agli eventi della vita quotidiana, sia per motivi più strettamente pratici, come la definizione di calendari sempre più precisi. Parallelamente a ciò è nata anche l'esigenza di rappresentare l'aspetto del cielo notturno, per questioni religiose, artistiche e di registrazione storiografica, soprattutto in concomitanza di eventi celesti di particolare singolarità ed interesse.

### I planetari antichi
Il primo tentativo di costruzione di un globo celeste tridimensionale viene attribuito dalla tradizione ad Anassimandro, nel VI secolo a.C. Ma il primo di cui vi sia una prova certa fu quello operato da Arato di Soli, il poeta greco del III secolo a.C. autore del poema Fenomeni. Purtroppo il suo globo è andato perduto, ma nell'opera citata, basata sulle concezioni astronomiche di Eudosso (che pure, nel IV secolo a.C. aveva probabilmente costruito un globo celeste), esso è illustrato dettagliatamente; inoltre, di tale globo vennero costruite numerose copie, nel corso di circa un millennio, che quindi consentirono di verificare quale fosse l'antica tecnica di rappresentazione del cielo.
Vi sono notizie che anche Tolomeo, nel II secolo d.C., avesse realizzato un globo molto raffinato, anch'esso andato perduto. Questo, oltre a ruotare attorno all'asse di rotazione terrestre e su un asse orizzontale diretto da est a ovest, poteva ruotare anche attorno ai poli eclittici, mostrando quindi il fenomeno della precessione degli equinozi, scoperto da Ipparco di Nicea già intorno al 130 a.C. Analogamente sono andati perduti tutti gli antichi globi di legno, su cui le stelle erano dipinte o rappresentate in rilievi o incisioni.
Il globo più antico che è giunto fino a noi è probabilmente quello in marmo bianco facente parte di una statua nota come "Atlante Farnese", scoperta nel 73 a.C. e oggi al Museo archeologico nazionale di Napoli; gli archeologi attribuiscono quest'opera alla scuola ellenistica, datandola intorno al III secolo a.C. Essa rappresenta il mitico gigante Atlante che sorregge sulle spalle una sfera di circa 65 cm di diametro sulla quale, invece dei continenti, è rappresentata buona parte delle figure tradizionali delle 48 costellazioni della mitologia classica, ma non le stelle comprese in ciascuna costellazione; su di essa sono invece rappresentate l'eclittica e alcuni paralleli celesti.
Notizie incerte su un globo dello stesso genere si hanno anche riguardo a quello che pare sia stato costruito in Siria nell'VIII secolo d.C. Riguardo al tentativo di riprodurre anche i movimenti degli astri vaganti, una delle testimonianze più remote è quella di Cicerone, che in una sua opera afferma di aver visto uno strumento con tale capacità costruito da Archimede intorno al 250 a.C. Tale planetario primordiale sarebbe stato portato a Roma come bottino di guerra quando il console romano Marcello conquistò Siracusa, conquista che costò la vita allo stesso Archimede. Questa testimonianza è stata confermata da Ovidio, che descrive come, nel planetario archimedeo, il moto dei pianeti fosse prodotto con un ingegnoso meccanismo ad acqua. Tale strumento venne poi probabilmente copiato dai romani (pare che anche Nerone possedesse una "macchina planetaria") e, successivamente, anche dagli arabi.

### Globi celesti e planetari tra Seicento e Settecento

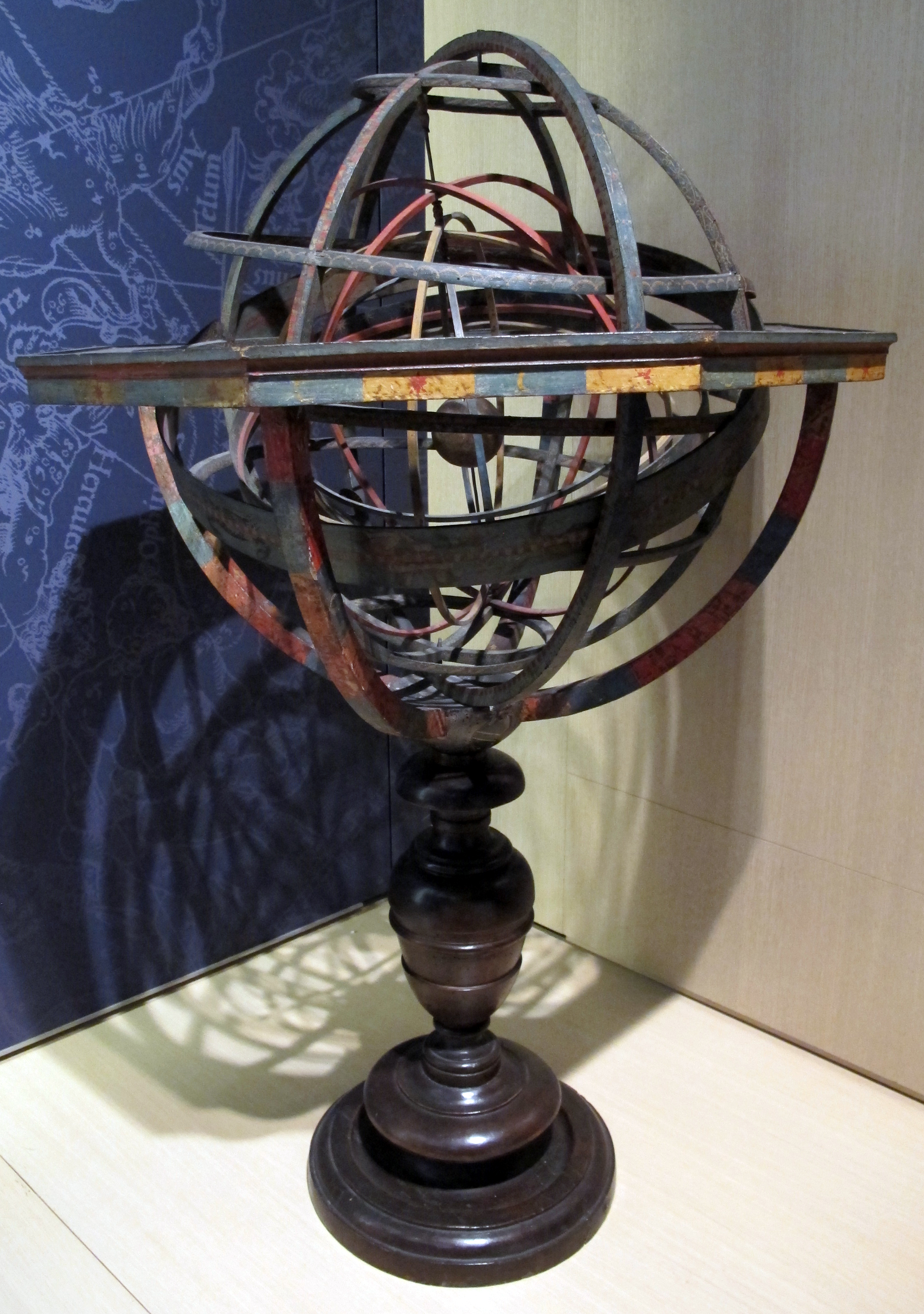
Planetario aristotelico (XVII secolo, Museo Galileo di Firenze).

Bisogna però attendere il Seicento per vedere un passo avanti significativo nella costruzione di globi celesti. Nel 1664, infatti, Andreas Busch (sulla base dei dati che gli fornì Adam Olearius) portò a compimento per il duca Federico III di Holstein-Gottorp, dopo un lavoro di circa vent'anni, il cosiddetto "Globo Gottorp". Si trattava di una grande sfera cava di rame di quasi quattro metri di diametro e del peso di oltre tre tonnellate, sulla superficie esterna della quale erano riprodotti i continenti e gli oceani terrestri, come su un mappamondo. Era però possibile, a una decina di persone per volta, entrare nella sfera attraverso un'apertura, e osservare le stelle che vi erano disegnate sulla superficie interna. La rappresentazione era un po' rozza: le stelle erano semplicemente disegnate, e dipinte di colore dorato, e gli spettatori dovevano farsi luce con candelabri per vederle. Tuttavia si trattava di uno stellarium vero e proprio, dato la sfera poteva venire ruotata per mezzo di congegni idraulici su un asse inclinato di 54,5 gradi (la latitudine del luogo nel quale lo strumento fu installato) nel corso delle 24 ore, simulando quindi l'effetto della rotazione terrestre. Il Globo Gottorp fu in seguito inviato in dono allo zar Pietro il Grande di Russia, che lo installò a Pietroburgo, benché tale città non si trovasse alla latitudine prevista per lo strumento in fase di costruzione ma circa 5 gradi più a nord.
Qualche anno prima, nel 1653, lo stesso Busch aveva costruito uno strumento meccanizzato, detto "Sfera armillare Gottorp", in grado di mostrare il moto del Sole e dei sei pianeti allora conosciuti, rappresentati da sei angeli d'argento. Le sfere armillari, già utilizzate nell'antichità dagli astronomi alessandrini, furono i primi veri "strumenti" dell'astronomia; erano delle strutture, in genere di legno o di metallo, costituite da diversi cerchi che rappresentavano i vari cerchi celesti fondamentali, tra i quali l'orizzonte, l'equatore, l'eclittica e così via. La parte della sfera di Gottorp che comprendeva l'equatore era fatta in modo da ruotare rispetto allo zodiaco a una velocità corrispondente a una rivoluzione ogni 26.000 anni, che è approssimativamente il periodo del moto di precessione della Terra.
Circa un secolo dopo, nel 1758, Roger Long, professore di astronomia e geometria presso il Pembroke College di Cambridge, elaborò l'idea del globo di Busch, costruendo nella sua città una sfera di 5,5 metri di diametro, nella quale potevano trovare posto circa 30 persone. Nel suo globo, chiamato "Uranium", le posizioni delle stelle, invece che essere disegnate, erano riprodotte per mezzo di piccoli fori, attraverso i quali poteva entrare la luce esterna dando l'illusione della sottile luce delle stelle.
In realtà sembra che già quasi un secolo prima di Gottorp, nel 1584, anche il celebre astronomo danese Tycho Brahe, attento osservatore delle posizioni dei pianeti, avesse costruito una sfera simile ai globi citati, anche se di soli 1,8 metri di diametro, in legno ricoperto di bronzo. 
Il celebre cartografo olandese G. Blaeuw costruì un globo celeste di modeste dimensioni simile a un mappamondo, nel quale cioè le costellazioni erano viste dall'esterno, nel 1622.
Anche Christiaan Huygens progettò un planetario meccanico, che fu realizzato nel 1682 da Johannes van Ceulen, allo scopo di mostrare la fondatezza del sistema eliocentrico copernicano. In esso il moto dei pianeti era prodotto da una serie di ruote dentate, il numero di denti delle quali era proporzionale al periodo orbitale di ciascun pianeta. Le orbite inoltre erano eccentriche, in modo da simulare le reali orbite ellittiche dei pianeti. L'idea di Huygens, come vedremo, verrà ripresa in epoca moderna.

### Gliorreriesdel XVIII secolo
L'inizio del Settecento vide il proliferare della costruzione di planetari meccanici. Il progredire della tecnologia, infatti, stimolava la realizzazione di strumenti sempre più precisi per la rappresentazione dei corpi del sistema solare, e incentivava a cimentarsi nella loro costruzione i migliori orologiai dell'epoca. Non bisogna infatti dimenticarsi che in quel periodo era straordinariamente vivace la corsa per la costruzione di orologi sempre più esatti e affidabili, indispensabili per risolvere il fondamentale problema della determinazione delle longitudini in mare che tanto angustiava le potenze marittime per i loro commerci. Chi ci fosse riuscito per primo avrebbe avuto immensi vantaggi economici, e ciò spinse le migliori menti dell'epoca a lavorare sul problema. Basti pensare che il celeberrimo Osservatorio di Greenwich, presso Londra, fu fondato nel 1675 da re Carlo II con il preciso scopo di risolvere tale problema, e Londra divenne il centro principale per la costruzione di orologi astronomici.
Tra il 1704 e il 1709, George Graham, l'inventore del pendolo compensato e famoso meccanico e costruttore di orologi londinese, e Thomas Tompion, anch'egli costruttore di orologi, realizzarono diversi modelli dinamici del Sole, della Luna e della Terra (il primo di essi fu costruito per il principe Eugenio di Savoia ed è tuttora in esposizione all'Adler Planetarium di Chicago). Tra i collaboratori di Graham vi era un tecnico, John Rowley, che tenne per sé una copia degli strumenti realizzati e che venne poi incaricato da Charles Boyle, quarto conte di Orrery, in Irlanda, di costruire una grande macchina che, benché rappresentasse solo uno o due corpi celesti, fu venduta a re Giorgio I per mille ghinee. Da allora questi strumenti meccanici sono noti come orreries, perché Richard Steele, in un lavoro dal titolo A New and General Biographical Dictionary, pubblicato nel 1761, attribuì la loro invenzione al conte di Orrery, e i compilatori della Enciclopedia Britannica ne seguirono poi il suggerimento. Orrery è oggi sostanzialmente sinonimo di "planetario meccanico".
Gli orreries diventarono ben presto veri e propri gioielli meccanici, a metà tra l'opera d'arte e la curiosità scientifica, e molti costruttori di strumenti iniziarono a realizzarli. Thomas Wright, nel suo negozio "London Orrery and Globe", progettò e costruì il cosiddetto "Grand Orrery", uno strumento che mostrava i movimenti della Terra, della Luna e degli altri cinque pianeti noti, nel periodo, tra il 1730 e il 1740, in cui gli orreries raggiunsero il vertice della loro maturità. Nel 1770, David Rittenhouse costruì il primo orrery americano che è oggi visibile al Franklin Institute di Philadelphia. Orreries manuali apparvero in Inghilterra intorno al 1775, nei quali per mezzo di una manovella si poteva ‘mettere in moto’ il sistema solare. Qualche piccolo accorgimento o aggiunta poteva trasformare gli orrery in "lunarium" o in "tellurium", se mostravano in particolare, rispettivamente, i moti della Luna o della Terra.
Una menzione particolare va fatta per il notevole orrery costruito tra il 1774 e il 1781 da Eise Eisinga, un cardatore di lana appassionato di astronomia che viveva a Franeker nella Frisia occidentale, in Olanda. Il suo enorme e pesantissimo meccanismo a pendolo, collegato a diverse serie di ingranaggi, era alloggiato in una doppia soffitta della sua casa, così che il planetario meccanico apparisse sopra la testa di un osservatore situato nel soggiorno sottostante. I pianeti orbitavano con il loro periodo reale; per esempio, Saturno impiegava 29 anni e mezzo per completare una rivoluzione. L'orrery di Eisinga non mostra Urano, scoperto da Herschel proprio nell'anno dell'inaugurazione; ma se anche questo pianeta avesse dovuto essere rappresentato, le dimensioni della struttura sarebbero aumentate notevolmente. Inoltre, l'emblema dorato che simboleggiava il Sole indicava anche il mese, il giorno, la declinazione e la posizione della nostra stella nello zodiaco. La cosa straordinaria è che questo strumento è tuttora funzionante, ed è visitabile tutto l'anno, tanto da poter essere considerato il più vecchio planetario al mondo ancora in attività.
Gli orreries diventarono presto un formidabile strumento didattico per la divulgazione dell'astronomia nei corsi di filosofia naturale. Non a caso, nel 1713, sir Richard Steele, dopo aver visto il planetario del conte di Orrery, disse che questo chiariva in un'ora, anche alle menti più tarde, ciò che altrimenti avrebbe richiesto un anno di studio. Tuttavia, verso la fine del Settecento, l'attenzione per questi oggetti si esaurì ed essi, a quanto si sa, nel 1825 erano diventati curiosità storiche.

### Verso la nascita dei planetari moderni
L'ultimo globo celeste, sulla linea del Gottorp, fu il "globo di Atwood", progettato e costruito da Wallace Atwood, direttore dell'Accademia delle Scienze di Chicago, tra il 1912 e il 1913 e installato nel Museo della stessa Accademia dove è rimasto in esposizione fino a pochi anni fa. Di circa 5 metri di diametro, esso rappresentava 692 stelle fino alla magnitudine 4 per mezzo di forellini di diverso diametro attraverso cui la luce entrava all'interno della sfera dando la sensazione delle immagini delle stelle; una lampada mobile visualizzava poi la posizione del Sole, mentre dei dischi rappresentavano la Luna con le sue fasi. Le posizioni dei pianeti erano invece rappresentate con un ingegnoso stratagemma: sulla fascia dello zodiaco era praticata una serie di altri piccoli fori, che potevano essere tappati lasciando sgombri solo quelli che erano in prossimità delle posizioni dei pianeti in una certa data. Il globo nel suo complesso poteva poi ruotare, grazie a un motore elettrico, attorno a un asse inclinato di 42 gradi sull'equatore, corrispondenti alla latitudine di Chicago. I visitatori entravano nel globo attraverso un'apertura praticata nella regione dell'emisfero australe e si accomodavano su una piattaforma, che assolveva così anche il ruolo di orizzonte. Il globo di Atwood è stato recentemente acquisito e restaurato dall'Adler Planetarium di Chicago, dove è oggi di nuovo funzionante e visitabile dal pubblico.
Il primo planetario per proiezione, in grado di mostrare il moto dei pianeti, è generalmente considerato quello detto "Orbitoscope", costruito intorno al 1912 dal prof. E. Hindermann di Basilea. Funzionava a molla, e mostrava due pianeti orbitanti attorno al Sole centrale. Una piccola lampadina posta su uno dei pianeti proiettava le ombre degli altri due oggetti nella direzione in cui essi sarebbero stati visibili da quel pianeta, riproducendo accuratamente il moto retrogrado e le variazioni di velocità orbitale.

### Il primo planetario Zeiss

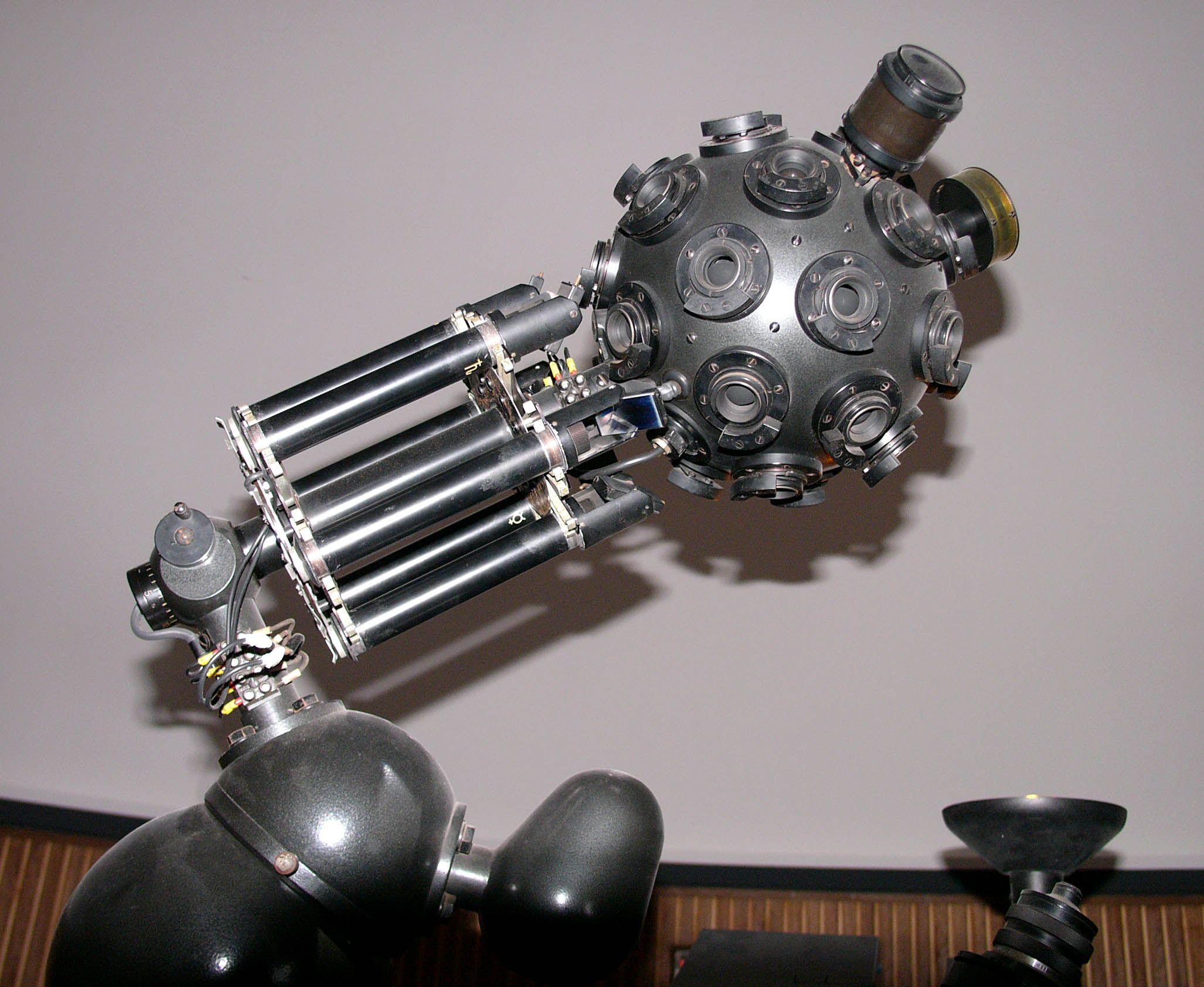
Il più piccolo proiettore della Zeiss

Nel 1913, Oskar von Miller, ingegnere, fondatore (nel 1903) e primo direttore del Museo della tecnica di Monaco, si rivolse alla ditta Zeiss di Jena, specializzata in realizzazioni ottiche, meccaniche ed elettriche, affinché questa studiasse la possibilità di costruire per il Museo un planetario che riproducesse non solo il cielo stellato ma anche il moto dei pianeti. Tale idea era stata suggerita a von Miller da Max Wolf, direttore dell'Osservatorio astronomico di Heidelberg, ma l'inizio del primo conflitto mondiale interruppe sul nascere la valutazione del progetto. Questo venne ripreso subito dopo la fine della guerra, intorno al marzo del 1919, da Walter Bauersfeld, prima capo ingegnere e successivamente direttore della Zeiss, che ribaltò l'idea iniziale (che era in sostanza un raffinamento del globo di Atwood) concependo uno strumento che proiettasse la volta celeste sulle pareti di una stanza buia. In questo modo molti problemi sarebbero stati facilmente risolti: lo strumento sarebbe stato di piccole dimensioni e facilmente controllabile.
Lo sviluppo del progetto richiese circa quattro anni di alacre lavoro, da parte dello stesso Bauersfeld e di un intero staff di scienziati, ingegneri e progettisti. Essi riscoprirono, a distanza di quasi 250 anni, il lavoro di Christiaan Huygens, che aveva inventato allo scopo, e utilizzato, la matematica delle frazioni continue proprio per la progettazione del suo planetario del 1682. Essi riuscirono così a trovare il modo di riprodurre, per mezzo di ingranaggi, il moto dei pianeti. Il trucco, per riuscire a fare ciò, era in realtà piuttosto semplice, almeno come principio: venne utilizzato un unico motore, la velocità del quale venne demoltiplicata da ingranaggi costruiti in modo tale che i vari pianeti compissero una rivoluzione in tempi proporzionali ai loro reali periodi siderali di rivoluzione intorno al Sole. Le difficoltà costruttive da superare non furono tuttavia banali.
Bauersfeld si rese poi conto che per la proiezione era necessaria una batteria di proiettori, ciascuno dei quali riproduceva una certa porzione di cielo, collocata al centro di una stanza emisferica, che poteva perciò essere di dimensioni considerevolmente maggiori di tutti i globi precedentemente costruiti. La base del fondo cielo venne disegnata su dischi, sui quali vennero riportate le posizioni di circa 4500 stelle.
Nell'agosto del 1923, sul tetto dello stabilimento della Zeiss di Jena, venne completata una cupola semisferica di 16 metri di diametro, dove venne installato il primo proiettore Zeiss Modello I, il primo vero planetario moderno. Anche la cupola era un oggetto estremamente innovativo: il suo scheletro esterno era, di fatto, la prima struttura metallica leggera del mondo. Per la parte interna della cupola venne utilizzata una base di legno, sulla quale venne spruzzato un sottile strato di cemento che, una volta solidificato e dipinto di bianco, costituì una buona superficie per la proiezione. Quando la macchina venne accesa per la prima volta il risultato fu talmente straordinario da lasciare a bocca aperta i suoi stessi progettisti e costruttori, che furono anche i primi spettatori; la stampa locale si riferì al planetario come "la meraviglia di Jena".
Qualche mese dopo, il planetario fu smontato e trasferito al Museo della Tecnica di Monaco, dove venne installato in una cupola di 10 metri di diametro e dove, il 21 ottobre 1923, Bauersfeld tenne la prima dimostrazione pubblica nel corso di un congresso. Successivamente, lo strumento tornò a Jena per qualche perfezionamento, venendo poi installato permanentemente a Monaco nel 1925 dove operò fino all'inizio della Seconda guerra mondiale, quando fu smontato e messo al sicuro. Il Museo venne infatti distrutto quasi totalmente dai bombardamenti tra il 1944 e il 1945; una volta ricostruito, venne di nuovo installato il planetario originale, che divenne operativo il 7 maggio del 1951. Sostituito alcuni anni dopo da una macchina più moderna (un modello IV), fu portato al Max Planck Institut e utilizzato per lo studio dell'orientamento degli uccelli con le stelle.

### I planetari digitali

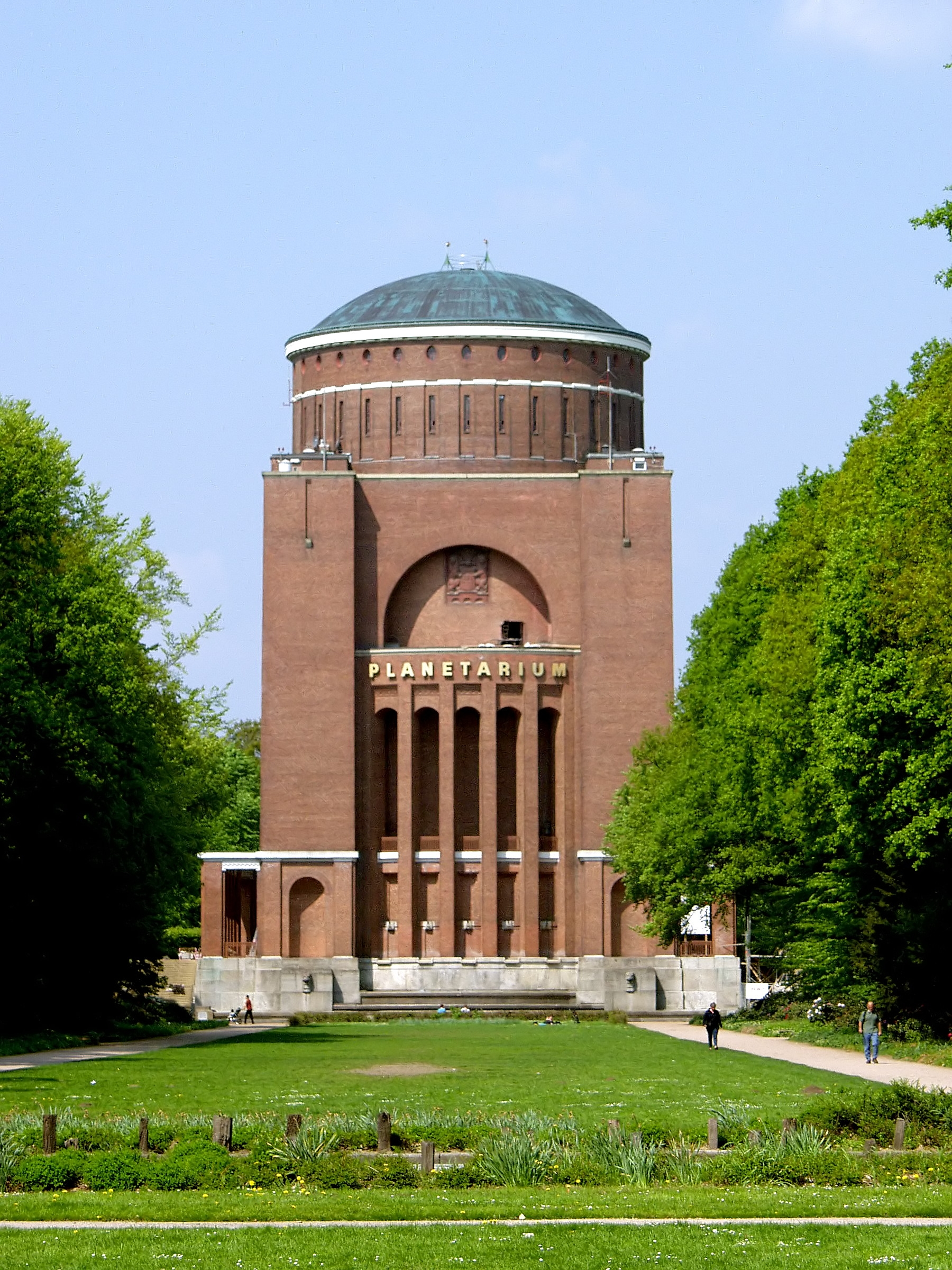
Esterno del Planetario di Amburgo

A partire dall'anno 2000 sono poi entrati nell'uso i planetari digitali. Essi si basano su 3 elementi principali: un insieme di calcolatori, un software in grado di generare un'immagine realistica del cielo stellato e un sistema di proiezione. I planetari digitali hanno consentito un'evoluzione epocale nel mondo dei planetari. Rispetto a un tradizionale sistema opto-meccanico, che rappresenta il cielo in due dimensioni così come lo si vede dalla Terra, un sistema digitale consente di muoversi in tre dimensioni nello spazio. Diventa quindi possibile, per esempio, simulare un avvicinamento a Marte, o un viaggio tra le stelle della nostra Galassia; e, ancora, si può addirittura spostarsi tra le diverse galassie fino a vedere la struttura dell'universo a grande scala.
Ciò è possibile perché, di fatto, un planetario digitale è un sistema di proiezione per certi versi simile a quello di un cinema, con la differenza che è full-dome (cioè che copre l'intera cupola semisferica della sala del planetario). Quindi il sistema permette di proiettare, oltre al cielo, qualsiasi altro tipo di contributo multimediale: immagini, animazioni, interi film.
In realtà, già negli anni ottanta la ditta americana Evans&Sutherland (che si occupa di sistemi di simulazione per aerei, navi ecc.) aveva proposto l'antesignano dei planetari digitali, chiamato Digistar. Si trattava di un proiettore singolo con un obiettivo fish-eye collocato al centro della sala circolare del planetario, in grado di riprodurre il cielo in tre dimensioni, anche se con una risoluzione molto bassa.
I nuovi sistemi digitali possono invece contare su un numero anche elevato di videoproiettori (4, 5, 6 fino a 12, a seconda del diametro della cupola), che in genere non sono collocati al centro della sala ma sul bordo della cupola di proiezione, cioè sull'orizzonte dell'osservatore. Un sistema di computer suddivide l'immagine da proiettare nei diversi proiettori; i diversi "pezzi" si combinano quindi a formare l'immagine finale, intera. Un sistema digitale, perciò, è di fatto un sistema di proiezione con un software dedicato alla simulazione celeste. Ma è in grado di proiettare, su tutta la cupola o in specifiche zone di essa, qualsiasi tipo di contributo video: immagini fisse, animazioni grafiche, filmati, interi film.

## Le rappresentazioni del cielo

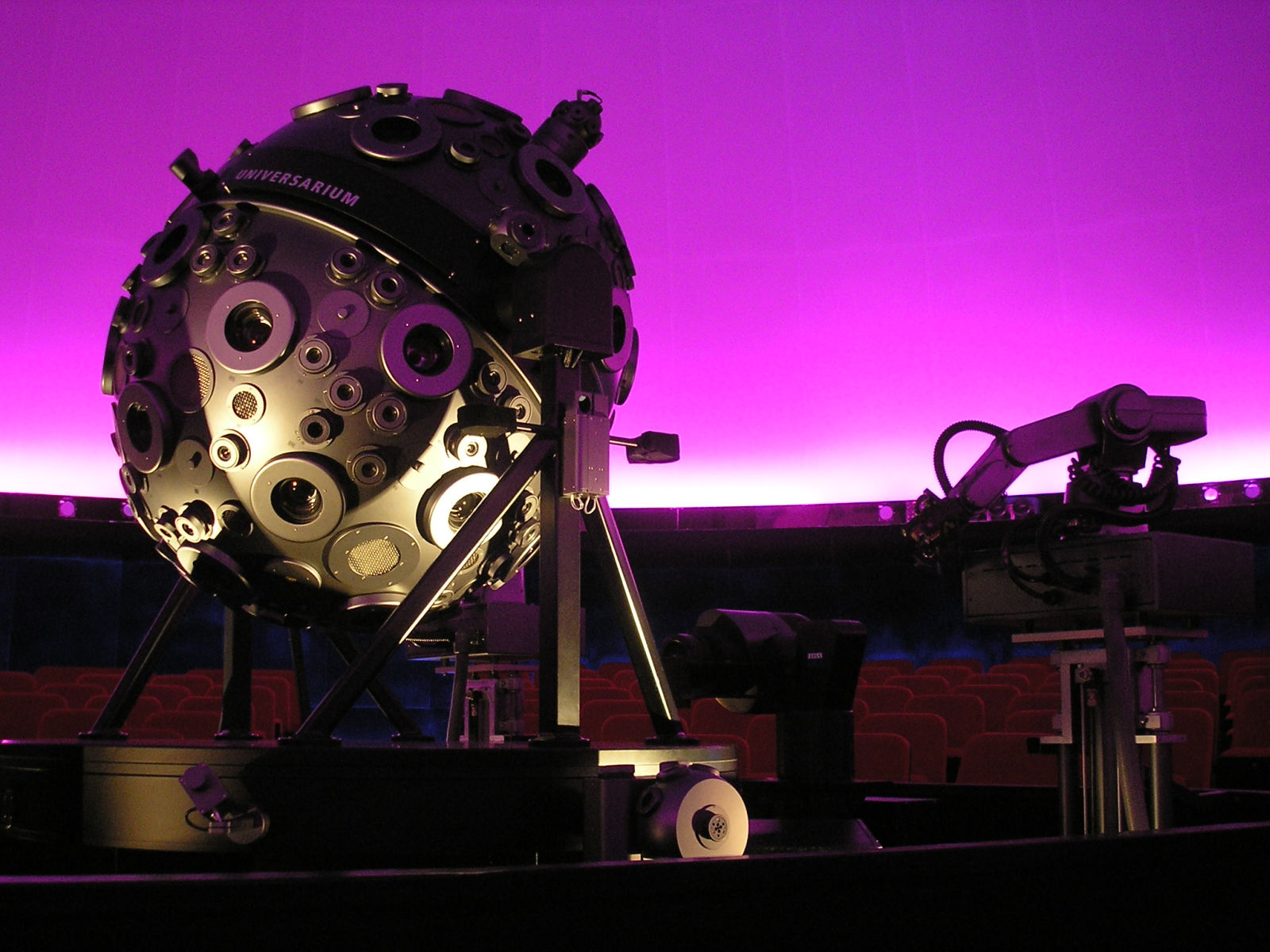
Planetario di Amburgo

Per ottenere una più o meno fedele rappresentazione del cielo notturno è possibile concepire due diversi approcci: è possibile cioè immaginare di porsi esternamente od internamente alla sfera celeste, la sfera immaginaria, avente la Terra al centro, sulla quale sono state proiettate tutte le stelle del cielo. Nel primo caso, analogo alla rappresentazione della Terra prodotta da un mappamondo, le stelle sono raffigurate su una sfera, e si parla di "globi celesti". Questa rappresentazione però, diversamente da quella di un mappamondo, è del tutto innaturale: vivendo noi sulla superficie esterna della Terra, la quale può oggi essere anche osservata direttamente nel suo complesso tramite fotografie effettuate da sonde o satelliti artificiali, non ha senso porsi al di fuori della sfera celeste stessa, in quanto la distanza rappresentata fra i diversi astri non troverebbe riscontro con la nostra reale visione della volta celeste. Inoltre, in questo tipo di modello, la destra e la sinistra risultano invertite, allontanando ancora di più la rappresentazione stessa dalla realtà.
Molto più realistica è la rappresentazione del cielo che si può ottenere immaginando di collocare l'osservatore all'interno della sfera celeste, così come avviene realmente quando, in una notte buia, si guarda il cielo stellato sopra la propria testa. I vantaggi sono molteplici e, infatti, è da questo punto di vista che si colloca un artista quando dipinge la volta stellata su una tela, o in un affresco, o un astronomo quando compila un atlante celeste moderno (una notevole eccezione è rappresentata dal celebre atlante dell'astronomo polacco Johannes Hevelius del 1690, in cui le costellazioni sono raffigurate "dal punto di vista di Dio", cioè dall'esterno della sfera celeste, come a volte era uso a quei tempi).
Il problema si complica notevolmente, però, nel voler considerare i movimenti che avvengono nel cielo. In poche ore, a causa della rotazione terrestre, la volta stellata ruota apparentemente da oriente verso occidente, facendo variare con il trascorrere del tempo la porzione di cielo visibile ad un osservatore posto in una certa località. Per una rappresentazione "dinamica" del cielo, è risultato storicamente molto più pratico scegliere la rappresentazione su un globo celeste, che può essere di dimensioni limitate e maneggevoli, e sul quale si possono segnare le posizioni delle stelle più brillanti e, eventualmente, disegnare cerchi di riferimento come l'eclittica e l'equatore celeste. Esso può essere fatto facilmente ruotare su diversi assi per simulare ciò che avviene nel cielo con il passare delle ore (oppure dei secoli, se si vogliono riprodurre gli effetti dovuti alla precessione degli equinozi, ed anche i cambiamenti dovuti ad osservazioni effettuate da latitudini differenti.
Un'ulteriore notevole complicazione si ha poi se si vogliono inserire nella rappresentazione anche i cosiddetti "astri vaganti", e cioè il Sole, la Luna ed i pianeti, almeno quelli visibili a occhio nudo e noti fin dall'antichità: (Mercurio, Venere, Marte, Giove e Saturno). Infatti, le posizioni delle stelle si possono considerare sostanzialmente coerenti fra loro, almeno su tempi non eccessivamente lunghi, e quindi il movimento della volta stellata nel corso di una notte è analogo a quello di un corpo rigido, che mantiene inalterate nel tempo le figure delle costellazioni. Viceversa, gli astri vaganti si muovono più o meno rapidamente, nel corso delle ore e dei giorni, avendo come sfondo quello delle stelle "fisse", rispetto alle quali seguono percorsi che non sono sempre semplici e lineari.
A causa di ciò, riguardo agli antichi oggetti e strumenti costruiti per rappresentare il cielo e i suoi movimenti, si usa oggi distinguerli in due tipi: "stellarium" e "planetarium". I primi riportano solamente la posizione delle stelle fisse, trascurando gli astri vaganti; i secondi, riportano anche la posizione di questi ultimi. Nel caso di alcuni notevoli strumenti antichi, che danno una rappresentazione dinamica del solo Sistema Solare, riproducendo con sistemi meccanici le posizioni dei corpi che lo compongono in diversi istanti di tempo, si parla pure di "planetari meccanici". Gli stellarium antichi erano di fatto i globi celesti, le cui ridotte dimensioni potevano permetterne la rotazione, per poter riprodurre il moto orario della Terra. Proibitivo era infatti simulare tali movimenti con un dispositivo nel quale l'osservatore fosse collocato all'interno, poiché tali sfere dovevano essere di dimensioni tali da permettere di alloggiare gli spettatori, e quindi, necessariamente, dovevano essere di grande diametro.

## Diffusione dei planetari
In Italia sono presenti decine di planetari. Molti di essi sono di piccole dimensioni, cioè hanno cupole di diametro compreso fra 3 e 6/7 metri e possono ospitare poche decine di spettatori. La maggior parte di essi sono dislocati presso associazioni di astrofili e scuole, in particolare istituti nautici ed aeronautici. Alcuni invece hanno dimensioni maggiori e sono regolarmente aperti al pubblico. Tra i più importanti, in Italia, vi sono il Planetario di Milano, il Planetario della Città della Scienza a Napoli, il Planetario e museo astronomico di Roma, il Museo dell'astronomia e Planetario di Torino, il planetario comunale di Venezia, il Planetario Provinciale Pythagoras di Reggio Calabria, il Planetario di Lecco, e ancora quelli di Modena, di Firenze e Ravenna. Essi sono in genere gestiti da enti pubblici, come i Comuni, le Province o le Regioni. La finalità dei planetari è quella di divulgare al grande pubblico l'astronomia, l'astrofisica, l'astronautica e le discipline a esse correlate.

## Software astronomico
- Celestia, Stellarium (Linux, Windows, macOS)
- Space Engine (Windows)
- KStars (Linux – KDE)
- applet [collegamento interrotto], su lightandmatter.com.